# Konstantin Tschet
Konstantin Tschet, mit bürgerlichem Namen Konstantin Cetverikov (Tschetwerikoff), russisch Константин Чет, (* 24. Juni 1902 in Moskau; † 27. Mai 1977 in München) war ein russischer Kameramann. Er erhielt den Nachnamen Irmen-Tschet, unter dem er auch einige Jahre arbeitete, durch Adoption.

## Leben
Der Theaterregisseur Stanislavskij war sein Großonkel. Anfang der 1920er Jahre kam Tschet nach Berlin und arbeitete in der Foto-Chemie. Danach begann er bei der Ufa als Kamera-Assistent, vor allem bei Günther Rittau.
Tschet war ab 1925 Kameramann in vielen Spielfilmen und unter anderem in Metropolis für die Trickaufnahmen verantwortlich. Er war bis 1933 an zahlreichen großen Publikumserfolgen der späten Weimarer Republik beteiligt wie Bomben auf Monte Carlo (1931) und F.P.1 antwortet nicht (1932).
Konstantin Irmen-Tschet zögerte nicht, sich den Nationalsozialisten nach deren Machtübernahme für den Propagandafilm Hitlerjunge Quex zur Verfügung zu stellen. So erhielt er weiterhin Aufträge für die Kameraarbeit bei aufwändigen Unterhaltungsfilmen der Zeit des Nationalsozialismus wie Filmkomödien und Revuefilmen. Publikumslieblinge wie Lilian Harvey, Marika Rökk und Hans Albers wurden von ihm ins Bild gesetzt. Beim ersten deutschen Farbfilm Frauen sind doch bessere Diplomaten (1939/41) war er für die Kamera zuständig, ebenso bei der noch prestigeträchtigeren Produktion Münchhausen (1943).
Nach dem Krieg konnte er seine Karriere fortsetzen. 1946 erhielt er ein Engagement in der Schweiz, ab 1948 fotografierte er erneut Spielfilme in Deutschland, wobei er meist mit den bisherigen Regisseuren zusammenarbeiten konnte. Zwischen 1953 und 1954 begleitete er Hans Hass als Kameramann auf seiner Expedition zu den Galapagos-Inseln. 1957 bis 1964 war er wieder in der Schweiz, wo er vorwiegend für Filme des Regisseurs Franz Schnyder hinter der Kamera stand. Zuletzt wirkte er wieder in Deutschland als Chefkameramann der Firma Insel-Film und beschränkte sich auf Dokumentar- und Industriefilme. Seine letzte Filmarbeit war eine Auftragsproduktion zum 90. Geburtstag von Konrad Adenauer.
Konstantin Tschet war ab dem 2. November 1940 bis in die 1950er Jahre mit der Schauspielerin Brigitte Horney verheiratet.

## Filmografie (Auswahl)
- 1926: Metropolis (Modellaufnahmen)
- 1928: Heimkehr (2. Kamera)
- 1929: Frau im Mond
- 1930: Liebeswalzer
- 1930: Einbrecher
- 1930: Liebling der Götter
- 1931: Voruntersuchung
- 1931: Der Mann, der seinen Mörder sucht
- 1931: Ihre Hoheit befiehlt
- 1931: Bomben auf Monte Carlo
- 1931: Der Hochtourist
- 1932: Ein toller Einfall
- 1932: Der Frechdachs
- 1932: Schuß im Morgengrauen
- 1932: Ein blonder Traum
- 1932: F.P.1 antwortet nicht
- 1933: Hitlerjunge Quex
- 1933: Viktor und Viktoria
- 1933: Liebe muß verstanden sein
- 1934: Die Insel
- 1934: Freut Euch des Lebens
- 1934: Lockvogel
- 1935: Königswalzer
- 1936: Weiberregiment
- 1936: Bocaccio
- 1935: Mazurka
- 1936: Glückskinder
- 1937: Menschen ohne Vaterland
- 1937: Sieben Ohrfeigen
- 1937: Fanny Elßler
- 1937: Gasparone
- 1938: Fortsetzung folgt
- 1938: Großalarm
- 1938: Nanon
- 1939: Hallo Janine
- 1939: Der Gouverneur
- 1939/41: Frauen sind doch bessere Diplomaten
- 1940: Kora Terry
- 1941: Männerwirtschaft
- 1943: Münchhausen
- 1944: Die Frau meiner Träume
- 1944: Das Hochzeitshotel
- 1945: Der Puppenspieler (unvollendet)
- 1948: Nach dem Sturm
- 1949: Verspieltes Leben
- 1949: Der blaue Strohhut
- 1950: Alles für die Firma
- 1950: Der Mann, der zweimal leben wollte
- 1950: Die fidele Tankstelle
- 1951: Heidelberger Romanze
- 1952: Das kann jedem passieren
- 1952: Der träumende Mund
- 1952: Palast Hotel (Palace Hotel)
- 1953: Die geschiedene Frau
- 1954: Hoheit lassen bitten
- 1954: Weg in die Vergangenheit
- 1957: Die Angst vor der Gewalt (Der 10. Mai)
- 1958: Die Käserei in der Vehfreude
- 1960: Anne Bäbi Jowäger
- 1961: Jakobli und Meyeli
- 1964: Menschen der Berge (Geld und Geist)